# برونو گالو
برونو گالو (به انگلیسی: Bruno Gallo) زاده ۷ مه ۱۹۸۸ یک بازیکن فوتبال برزیلی است که در پست هافبک مرکزی بازی می‌کند. او سابقه بازی در تیم‌های زیادی از جمله باشگاه ورزشی واسکو دوگاما و القطر را دارد.